# Экваториальная Гвинея на юношеских Олимпийских играх
Экваториальная Гвинея принимает участие в юношеских Олимпийских играх: в летних Играх — начиная с Игр 2010 года, в зимних Играх — на настоящее время не принимал участия ни разу.
Спортсмены Экваториальной Гвинеи на всех юношеских Олимпийских играх выиграли в сумме 1 медаль, не золотую, медаль завоёвана на летних Играх; в неофициальном медальном зачёте спортивная делегация Экваториальной Гвинеи занимает 100-е место.

## Медальный зачёт

### Медали на летних юношеских Олимпийских играх
| Игры              | Участников | Золото | Серебро | Бронза | Всего | Место |
| 2010 Сингапур     | 18         | 0      | 1       | 0      | 1     | 74    |
| 2014 Нанкин       | 2          | 0      | 0       | 0      | 0     | —     |
| 2018 Буэнос-Айрес | 3          | 0      | 0       | 0      | 0     | —     |
| Всего             | Всего      | 0      | 1       | 0      | 1     | 98    |